# 布勢水海
布勢水海（ふせのみずうみ）は、かつて 富山県氷見市南西部に存在した潟湖である。現在の氷見市の十二町潟一帯に存在していた湖水に比定されている。

## 概要
十二町潟から南方の南方一帯の園・大浦・堀田・石崎・飯久保・布施にかけての広大な低地部と、島尾の防風林の内側の窪・島尾・下田子にかけての平野部の山裾の奥までひろがっていたものと思われている。湖岸には至るところに小さな湾や岬があって、風光絶佳であったと伝わっている。
『万葉集』巻第十七に収録されている、天平19年4月24日（747年6月6日）に越中守大伴家持が作った歌の詞書きによると、「この湖は射水郡の旧江村にあり」と記されている。この地は二上山の北麓、布勢水海の南岸にあたり、現在の神代（こうじろ）の辺ではないか、と言われている。
また、同巻第十八によると、天平勝宝2年4月12日（750年5月21日）に家持たちが遊覧した際に、多祜の浦に停泊したとあるが、ここは、布勢水海南岸の湾入部にあたり、氷見市宮田に上田子・下田子の小字が存在し、そのあたりを湾の奥とした小さな湾が当時あったものと思われている。現在、下田子には「藤波神社」があり、直径一尺以上の白藤の老樹があり、5月頃開花しているという。
上述のように、越中国の万葉名所の中で、第一の遊覧の舞台であり、藤の花が取り寄せられて賞美されている。「布勢の浦」とも呼ばれ、前述の「多祜の浦」のほかに「垂姫浦」・「垂姫崎」・「乎布浦」・「乎布崎」などの地名とともに、多くの歌に詠み込まれている。家持はこの地を二上山・立山とともに越中の代表的風光とし、しばしばこの地に遊び、都からの客人の接待用にも利用している。
近世においても極めて複雑な湖岸であった情況を写した、19世紀前半の『越中地図』が残されている。その後、急速な干拓により、現在は矢崎近くに十二町潟という細長い水路が往年の面影を偲ばせている。